# Arma de efeito moral
Arma de efeito moral é o tipo de arma que tem a capacidade de despertar no indivíduo sensações altamente incômodas, tirando-lhe poder de reação, facilitando assim o controle de grandes grupos de pessoas.
Como o exemplo da granada de pimenta, que libera um gás altamente atordoante e que causa muita dor e irritação dos olhos, nariz e boca. Considerando-se que os efeitos físicos podem ser bastante agressivos, entende-se que há certa ideologia por trás do uso da expressão "efeito moral", que tenta atenuar o potencial ofensivo do armamento. Expressão mais imparcial seria "arma não letal".
Elas fazem parte dos chamados "armamentos de distração", usados quando se quer amedrontar ou incapacitar um inimigo sem matá-lo. A bomba de efeito moral propriamente dita é parecida com a granada militar comum.
Quando acionada, ela inflama uma mistura química que explode com grande estrondo, normalmente espalhando uma nuvem de talco. Há também a bomba de fumaça, usada para obscurecer a visão; a flashbang, que produz um clarão que desorienta a vítima temporariamente; e a de gás lacrimogêneo, que irrita as mucosas de olhos, nariz, boca e pulmões, fazendo a pessoa espirrar, chorar e tossir fortemente. Mas, enquanto as granadas militares soltam estilhaços de metal mortíferos, as de efeito moral são feitas com um plástico que se desintegra - assim, não ferem ninguém.
Na prática, as explosões são fortes o suficiente para provocar contusões graves em quem estiver por perto. "Em altas concentrações, até o gás lacrimogêneo pode ser fatal. Por isso, os profissionais que empregam essas bombas têm que ser muito bem treinados", diz o delegado Maurício Lemos Freire, especialista no assunto, da Academia de Polícia Coriolano Cobra, em São Paulo.